# Jacob von Falke
Jacob von Falke, född i Ratzeburg 21 juni 1825, död 8 juni 1897 i Lovran, Kroatien var en tysk konsthistoriker, författare och estetiker. Han var bror till Johannes Falke och far till Otto von Falke.
Falke blev 1855 direktör för Liechtensteinska galleriet och för museet för konst och industri i Wien.
Han utövade ett stort inflytande på 1800-talets konstindustri, detta på grund av att han skrev ett flertal viktiga verk om estetik och konsthistoria samt medverkade i olika tidskrifter där han resonerade och instruerade kring användningen av de historiska stilarna i samtidens konstindustri. 
Han besökte även Sverige där han katalogiserade Karl XV:s samlingar på Ulriksdals slott år 1870. Flertalet av hans böcker översattes till svenska och hade även här ett visst inflytande, bland annat "Mönster för Konstindustri och Slöjd" från 1885.

## Lista över verk
hämtad från tyska Wikipedia:
- Die deutsche Trachten- u. Modenwelt (Leipzig 1858);
- Die ritterliche Gesellschaft im Zeitalter des Frauenkultus (Berlin 1863);
- Geschichte des modernen Geschmacks (Leipzig 1866, 2. Aufl. 1880); - svensk översättning Den moderna smakens historia (1881).[1]
- Die Kunstindustrie der Gegenwart, Studien auf der Pariser Weltausstellung 1867 (Leipzig 1868);
- Geschichte des fürstlichen Hauses Liechtenstein (Wien 1868-83, Bd. 1-3);
- Die Kunst im Hause (5. Aufl., Wien 1883); - svensk översättning Konsten i hemmet (1876).[1]
- Die Kunstsammlungen des Königs Karl XV (1872).[1]
- Die Kunstindustrie auf der Wiener Weltausstellung (Wien 1873, 2 Bde.);
- Zur Kultur und Kunst. Studien (Wien 1878);
- Hellas und Rom (kulturgeschichtliches Prachtwerk, Stuttgart 1879);
- Kostümgeschichte der Kulturvölker (Stuttgart 1880);
- Ästhetik des Kunstgewerbes (Stuttgart 1883); - svensk översättning Konststilar och konstslöjd (1885).[1]
- Der Garten. Seine Kunst und Kunstgeschichte (Berlin u. Stuttgart 1885).